# 아이 빌리브 인 산타
《아이 빌리브 인 산타》(영어: I Believe in Santa)는 미국에서 제작된 알렉스 라나리벨로 감독의 2022년 로맨틱 코미디 영화이다. 크리스티나 무어, 존 듀시 등이 출연하였다.
이 영화는 2022년 12월 14일 넷플릭스에서 공개되었다.

## 출연
- 크리스티나 무어 - 리사 역
- 존 듀시 - 톰 역
- 바이얼릿 맥그로 - 엘라 역
- 매슈 글레이브 - 그랜트 역
- 브룩 딜먼 - 트리비아 마스터 역
- 미시 파일 - 미시 토 역